# Machimus cribratus
Machimus cribratus là một loài ruồi trong họ Asilidae. Machimus cribratus được Loew miêu tả năm 1849.